# Người Cống
Người Cống (tên gọi khác Xắm Khống, Mông Nhé, Xá Xeng) là dân tộc thiểu số cư trú ở vùng bắc Lào, tây bắc Việt Nam và bắc Thái Lan. Tên dân tộc theo tiếng Thái-Lào là Phu Noi (tiếng Thái: ผู้น้อย;tiếng Lào: ຜູ້ນ້ອຍ). Tổng số dân cỡ 40.000 người.
Tại Việt Nam người Cống là một trong số 54 dân tộc được công nhận. Họ cư trú chủ yếu tại huyện Mường Tè và khu vực ven sông Đà tỉnh Lai Châu .
Tiếng Cống là ngôn ngữ thuộc nhóm ngôn ngữ Tạng-Miến trong ngữ hệ Hán-Tạng.

## Dân số và địa bàn cư trú
Dân số người Cống tại Việt Nam năm 2019 là 2.729 người , năm 1999 là 1.676 người .
Theo Tổng điều tra dân số và nhà ở năm 2009, người Cống ở Việt Nam có 2.029 người, cư trú tại 13 trên tổng số 63 tỉnh, thành phố. Người Cống cư trú tập trung tại các tỉnh: 
Lai Châu (1.134 người, chiếm 55,9% tổng số người Cống tại Việt Nam), 
Điện Biên (871 người, chiếm 42,9% tổng số người Cống tại Việt Nam), còn lại 24 người sinh sống ở một số tỉnh, thành khác.
Ở Điện Biên, theo số liệu điều tra năm 2009, toàn tỉnh có 184 hộ với 923 nhân khẩu người Cống sinh sống tại các bản: Púng Bon, Huổi Moi thuộc xã Pa Thơm, huyện Điện Biên; Bản Lả Chà, xã Pa Tần, huyện Nậm Pồ; bản Nậm Kè, xã Nậm Kè, huyện Mường Nhé.
Ở Lai Châu, người Cống sinh sống chủ yếu tại xã Nậm Khao, huyện Mường Tè. Ở Lào, họ sống ở tỉnh Phôngsali (xung quanh thị trấn Phôngsali), tỉnh Luangnamtha và tỉnh Houaphanh. Một số cũng sống ở tỉnh Luang Phrabang và tỉnh Viêng Chăn , phần còn lại của những người phục vụ trong Lực lượng Vũ trang Hoàng gia Lào.

## Đặc điểm kinh tế
Người Cống sống chủ yếu bằng nghề làm nương rẫy, canh tác theo lối phát rừng, đốt, chọc lỗ tra hạt giống. Gần đây, họ đã làm nương bằng cuốc và sử dụng trâu, bò làm sức kéo. Nhiều thức ăn của người Cống là tìm kiếm ở trong rừng, kiếm cá dưới suối chủ yếu bắt bằng tay hoặc bả thuốc độc lá cây.
Phụ nữ Cống không biết nghề dệt, chỉ trồng bông đem đổi lấy vải. Song nam nữ đều đan lát giỏi, có nghề đan chiếu mây nhuộm đỏ.

## Tổ chức cộng đồng
Mỗi họ của người Cống có một trưởng họ, có chung một kiêng cữ, có chung quy định về chỗ đặt bàn thờ tổ tiên và cách cúng bái. Trong từng gia đình, người chồng, người cha giữ vai trò đứng đầu, khi người cha chết thì con trai cả thay thế.

## Hôn nhân gia đình
Trước kia chỉ trai gái người Cống mới lấy nhau, nay đã có một số dâu rể là người Thái, Hà Nhì... Theo phong tục Cống, người cùng họ phải cách nhau bảy đời mới được lấy nhau. Việc cưới xin do nhà trai chủ động. Sau lễ dạm hỏi, chàng trai bắt đầu ở rể vài năm, còn cô gái bắt đầu búi tóc ngược lên đỉnh đầu, đó là dấu hiệu đã có chồng. Thường họ sinh vài đứa con mới cưới. Nhà trai phải có bạc trắng làm lễ cưới nộp cho nhà gái, còn nhà gái phải cho của hồi môn để cô dâu đem về nhà chồng. Ít ngày sau lễ đón dâu, đôi vợ chồng mới đến nhà bố mẹ vợ làm lễ lại mặt.

## Văn hóa
Nền văn nghệ dân gian Cống khá phong phú. Với các làn điệu dân ca sâu lắng người ta hát vào dịp lễ hội vui chung.

## Nhà cửa
Người Cống thường ở nhà sàn, nhà nào cũng ngăn ra thành 3-4 gian, gian giữa là nơi tiếp khách, chỉ có một cửa ra vào ở đầu hồi và một cửa sổ ở gian giữa.

## Trang phục
Chủ yếu biểu hiện qua trang phục nữ. Ống tay áo trang trí giống người Hà Nhì. Cổ trong giống cư dân Việt Mường, cúc giống phong cách Môn-Khmer. Váy đen, khăn đen không trang trí.

## Người Cống Việt Nam có danh tiếng
| Tên           | Sinh thời | Hoạt động                                                                            |
| ------------- | --------- | ------------------------------------------------------------------------------------ |
| Lò Thị Phương | 1979-...  | Đại biểu Quốc hội Việt Nam khóa 12 , quê xã Nậm Khao, huyện Mường Tè tỉnh Lai Châu . |